# Nemcia coriacea
Nemcia coriacea là một loài thực vật có hoa trong họ Đậu. Loài này được (Sm.) Domin mô tả khoa học đầu tiên.